# 라이언 넬슨
라이언 윌리엄 넬슨(Ryan William Nelsen, 1977년 10월 18일 ~ )은 뉴질랜드의 전 축구 선수이자 축구 감독이다.
넬슨은 선수시절 주로 수비수로 뛰었으며, 자국 축구팀인 크라이스트처치 유나이티드에서 1995년 프로 축구 선수로서의 경력을 시작했다. 2001년에는 MLS의 D.C. 유나이티드에 입단해 리그 81경기에 출전해 7골을 터뜨렸다. 2005년에 그는 프리미어리그의 블랙번 로버스와 함께 잉글랜드로 이적하여 172경기에 출전하여 8골을 득점했다. 2012년에는 토트넘 홋스퍼로 이적했지만 2012년 여름에 퀸즈 파크 레인저스에 합류하기 전까지 5번의 출전에 그쳤다. 또한 그는 국제대회에서는 뉴질랜드 축구 국가대표팀의 주장직을 맡기도 하였다.
이후 2013년 1월 8일 토론토 FC와 감독으로 계약함으로써 감독으로의 커리어를 시작했지만 2014년 8월 31일 경질되었다.